# Ecpetala nesaea
Ecpetala nesaea là một loài bướm đêm trong họ Geometridae.